# Alicia Kozameh
Alicia Kozameh (20 de marzo de 1953, Rosario, Argentina) es una escritora argentina.

## Biografía
Alicia Kozameh nació el 20 de marzo de 1953 en Rosario (Argentina), de padre de origen libanés cristiano y madre de origen sirio y religión judía. Vivencias traumáticas que influirían mucho en su obra literaria (y son temas de su novela Patas de avestruz), fueron la vida y la muerte de su hermana mayor, Liliana, –espástica a causa de una asfixia en el parto por falta de la realización de una cesárea–, que falleció a los veintiún años de edad, cuando Alicia cumplía diecisiete. 
De 1973 a 1975 estudió Filosofía y Letras en la Universidad Nacional de Rosario. Por su militancia en un partido político de izquierda, el PRT, fue detenida el 24 de septiembre de 1975, el mismo día que su entonces compañero, y estuvo presa en el "El Sótano" de la Alcaidía de Mujeres de la Jefatura de Policía de Rosario, uno de los lugares de detención más precarios y peligrosos del país. Más tarde fue trasladada a la penitenciaría de Villa Devoto, de donde pudo salir gracias a una amnistía de Navidad, el 24 de diciembre de 1978, bajo libertad vigilada. Estas experiencias han sido tratadas por la autora en su novela Pasos bajo el agua. 
De 1979 a 1980, y después de muchas dificultades (debidas a sus antecedentes de prisionera política) para encontrar trabajo, gracias a la influencia de un amigo logró entrar a una agencia de publicidad en Rosario. Cuando terminaron los seis meses de libertad vigilada siguió sufriendo seria represión y amenazas por parte de las autoridades policiales y militares, que le exigían que se fuera del país, pero no permitían que se le otorgara el pasaporte. Después de ocho meses de espera lo obtuvo, lo que le dio la posibilidad de exiliarse, en California primero, después en México. Allí trabajó en una agencia de prensa y fue, al mismo tiempo, redactora jefe de la revista literaria La Brújula en el bolsillo. Volvió a California, y entre 1983 y 1984 se desempeñó como jefe de oficina y directora de la biblioteca de “Los Niños de las Américas” en Santa Bárbara, una agencia sin fines de lucro que trabajaba en beneficio de los niños sin recursos de México y América Central. 
En junio de 1984, poco después del nacimiento de su hija Sara, decidió volver finalmente a la Argentina, donde se ocupó como free-lance en una agencia de marketing en Buenos Aires; de 1985 a 1987 estuvo empleada en la Escuela Freudiana de La Argentina, una academia de postgrado de psicoanálisis para la cual transcribía las grabaciones de las clases que se impartían en ella. Durante esta estadía en Buenos Aires no deja de escribir, y se publican sus cuentos y sus artículos en diarios y revistas argentinos. De 1985 a 1987, volvió a estudiar, esta vez en la Universidad de Buenos Aires. Y en 1987 la editorial Contrapunto edita su novela Pasos bajo el agua, que se centra en la experiencia de la cárcel y del exilio. Por esta razón es amenazada nuevamente por miembros de la policía, y decide entonces, en 1988, volver a California. 
Allí trabajó durante dos años catalogando libros en la biblioteca de la University of Southern California (USC), en la colección centroamericana. También durante esos años fundó en Los Ángeles un centro cultural latinoamericano, el “Taller Hispanoamericano de Cultura”, donde daba clases de lengua y de literatura hispánicas, organizaba eventos y talleres culturales y publicaba la revista literaria Monóculo. Actualmente vive en Los Ángeles, escribe, da clases particulares y talleres literarios privados; desde 2000 a 2010 enseñó literatura en el Emeritus College, una división del Santa Monica College. Desde 2008 enseña en el Creative Writing Program de la Universidad de Chapman, California. También viaja a diversos países de Europa y de América, así como dentro de los Estados Unidos, invitada por universidades a realizar lecturas de sus libros y a dar charlas sobre los temas que éstos tratan.

## Premios
Durante los años en Buenos Aires recibió el premio “Crisis” de Argentina por el capítulo quinto de Pasos bajo el agua, esto en 1986.
En el año 2000 le fue otorgado el premio compartido Memoria histórica de las mujeres en América Latina y el Caribe 2000 por el cuento "Vientos de rotación perpendicular".

## Obra

### Novelas
- Pasos bajo el agua, Buenos Aires: Contrapunto 1987. Córdoba: Alción, reeditada en 2006.
- 259 saltos, uno inmortal, Córdoba: Narvaja 2001. Córdoba: Alción 2012. Madrid: Barbarie editora, 2022.
- Patas de avestruz, Córdoba: Alción 2003
- Basse danse, Córdoba: Alción 2007
- Natatio aeterna, Córdoba: Alción, 2011
- Eni Furtado no ha dejado de correr, Córdoba: Alción, 2013[2][3]
- Bruno regresa descalzo, Córdoba: Alción, 2016

### Cuentos
- Ofrenda de propia piel, Córdoba: Alción 2004.
- Bosquejo de alturas, Córdoba: Alción 2020.
- Ofrenda de propia piel 2, Córdoba: Alción, 2022

### Poemas
- Mano en vuelo, Córdoba: Alción 2009. ISBN 978-987-646-079-8
- Sal de sangres en guerra, Córdoba: Alción 2018. ISBN 978-987-646-735-3
- Sal de sangres en declive, Córdoba: Alción 2019. ISBN 978-987-646-802-2
- Sal de sangres en pánico, Córdoba: Alción 2020. ISBN 978-987-646-861-9
- Sal de sangres en incendio, Córdoba: Alción 2020. ISBN 978-987-646-904-3
- Sal de sangres en sangre, Córdoba: Alción 2021. ISBN 978-987-646-943-2

### Testimonio
- Nosotras, presas políticas. Obra colectiva de 112 prisioneras políticas entre 1974 y 1983. Alicia Kozameh, Blanca Becher, Mirta Clara, Silvia Echarte, Viviana Beguán, Nora Hilb et al. Prólogo: Inés Izaguirre. Buenos Aires: Editorial Nuestra América, 2006.

### Obra traducida

#### Inglés
- Steps under Water. Translated by David E. Davis. Foreword by Saúl Sosnowski. Berkeley / Los Angeles / London: University of California Press, 1996. (= Pasos bajo el agua)
- 259 Leaps, the Last Immortal. Translated from the Spanish by Clare E. Sullivan, Introduction by Gwendolyn Díaz. San Antonio, Texas: Wings Press, 2006. (= 259 Saltos, uno inmortal)
- "Impression of Heights", translated by Andrea G. Labinger, en: Díaz, Gwendolyn (ed.): Women and Power: A Critical Anthology of Contemporary Argentine Women Authors. Austin (Texas): University of Texas Press, 323-327. (= "Bosquejo de alturas")
- Ostrich Legs. A Novel by Alicia Kozameh. Translated from the Spanish by David E. Davis. San Antonio, TX: Wings Press, 2013. (= Patas de avestruz)
- Eni Furtado Has Never Stopped Running. Andrea Labinger, trans. San Antonio, TX: Wings Press, 2014 (= Eni Furtado no ha dejado de correr)

#### Francés
- Main en vol. Traduit de l’espagnol (Argentine) par Anne-Claire Huby. Lyon, France: L’atelier du tilde, 2011. (= Mano en vuelo).
- Esquisse des hauteurs (Récit). Traduit de l’espagnol (Argentine) par Anne-Claire Huby. Lyon, France: L’atelier du tilde, 2011. (= „Bosquejo de alturas“)
- 259 sauts, un immortel. Traduit de l’espagnol (Argentine) par Anne-Claire Huby. Lyon: Zinnia Éditions, 2013 (= 259 saltos, uno inmortal)
- La peau même en offrande. Traduit de l’espagnol (Argentine) par Anne-Claire Huby. Lyon: Zinnia Éditions, 2013 (= Ofrenda de propia piel)
- Pattes d’autruche. Traduit de l’espagnol (Argentine) par Anne-Claire Huby. Lyon: Zinnia Éditions, 2014 (= Patas de avestruz)
- Sel de sangs en guerre. Traduit de l’espagnol (Argentine) par Anne-Claire Huby. Lyon: Zinnia Éditions,2020 (= Sal de sangres en guerra)

#### Alemán
- Straußenbeine. Roman. Aus dem argentinischen Spanisch von Erna Pfeiffer. Viena: Milena Verlag, 1997. (= Patas de avestruz)
- Schritte unter Wasser. Roman. Aus dem argentinischen Spanisch von Erna Pfeiffer, mit einem Nachwort von Saúl Sosnowski. Viena: Milena Verlag, 1999. (= Pasos bajo el agua)
- 259 Sprünge (Salto Immortale inbegriffen). Aus dem argentinischen Spanisch übersetzt von Erna Pfeiffer. Viena: Löcker-Verlag, 2017 (edition pen, Bd. 60) ISBN 978-3-85409-844-7 (= 259 saltos, uno inmortal)

#### Italiano
- Passi sotto l’acqua. Brunilde Scalabrini, trad. Postfazione di Emilia Perassi. Milán: et al./EDIZIONI, 2013 (= Pasos bajo el agua).